# كاتو ميتروسي

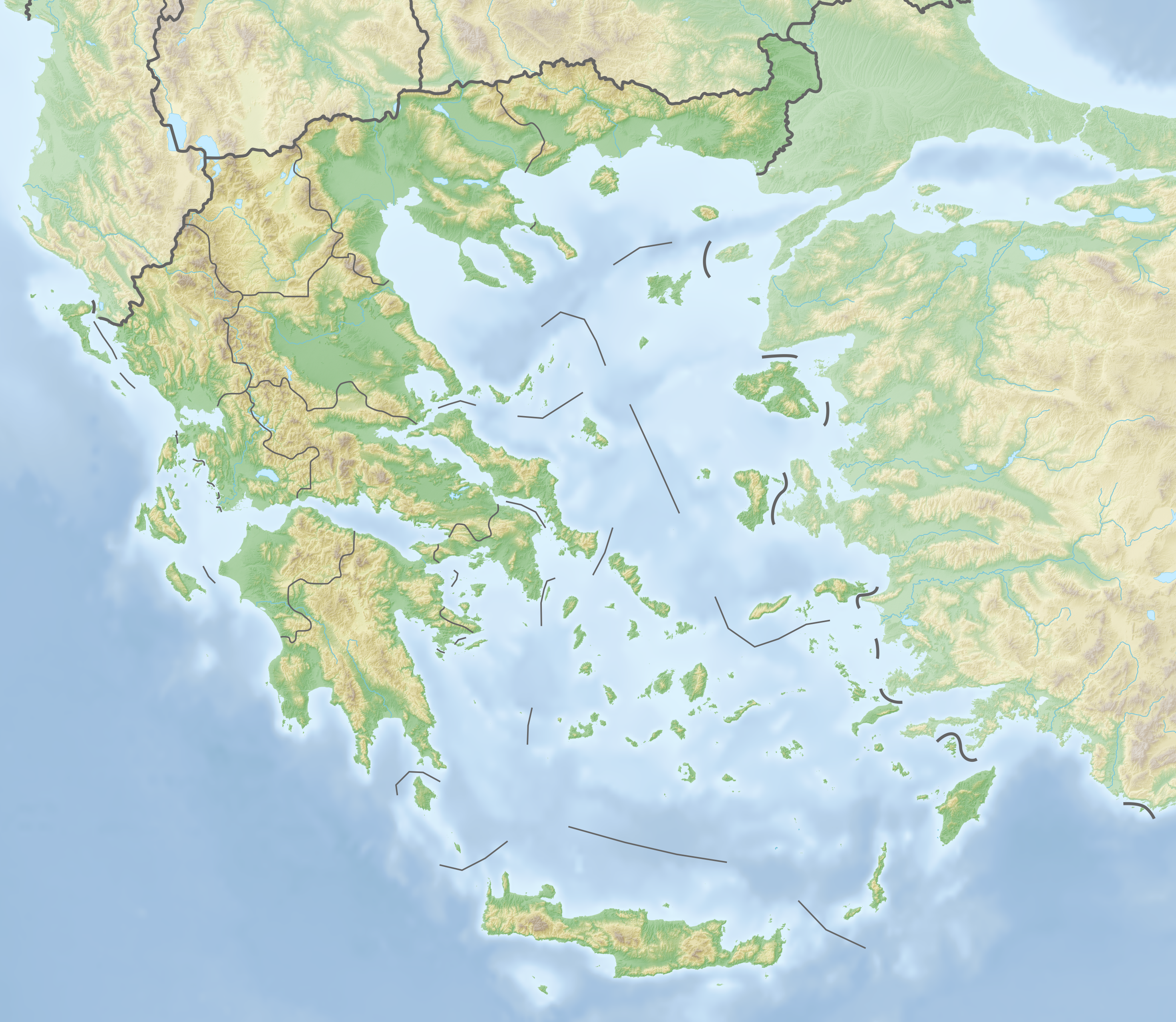

كاتو ميتروشن (Κάτω Μητρούσιον) هي مدينة في سيرري في مقاطعة فوريا إلادا في اليونان.